# أوماسيتاكسين
اوماسيتاكسن (بالإنجليزية:  Omacetaxine)‏ أحد العلاجات الحديثة لمرض ابيضاض الدم النقوي المزمن. اعتمد من قبل إدارة الأغذية والأدوية الأمريكية في أكتوبر 2012.